# Zarząd województwa
Zarząd województwa – organ wykonawczy samorządu województwa.
W jego skład, liczący 5 osób, wchodzi marszałek województwa (jako przewodniczący), wicemarszałek lub 2 wicemarszałków (wiceprzewodniczący) i pozostali członkowie.
W pracach zarządu uczestniczy także, z głosem doradczym, skarbnik województwa. Członkostwa w zarządzie województwa nie można łączyć z członkostwem w organach gminy i powiatu, a także z zatrudnieniem w administracji rządowej oraz mandatem posła lub senatora.
Marszałek województwa jest wybierany przez sejmik bezwzględną większością głosów, ustawowego składu sejmiku w głosowaniu tajnym. Następnie sejmik wybiera wicemarszałków oraz pozostałych członków zarządu wyłącznie na wniosek marszałka zwykłą większością głosów w głosowaniu tajnym. Marszałek kieruje bieżącymi sprawami województwa oraz reprezentuje je na zewnątrz. Marszałek, wicemarszałkowie i pozostali członkowie zarządu mogą być wybrani spoza składu sejmiku województwa.
Zarząd jest organem kolegialnym, uchwały podejmuje zwykłą większością głosów w obecności co najmniej połowy składu zarządu w głosowaniu jawnym, chyba że przepisy ustawy przewidują głosowanie tajne. W przypadku równej liczby głosów rozstrzyga głos marszałka województwa. Skarbnik województwa uczestniczy w pracach zarządu i ma jedynie głos doradczy. Szczegółowe zasady i tryb działania zarządu określa statut województwa.

## Kompetencje zarządu województwa
- Zarząd województwa jest uprawniony do wykonywania tych zadań samorządu województwa, które nie zostały zastrzeżone na rzecz sejmiku województwa i wojewódzkich samorządowych jednostek organizacyjnych.
- Do kompetencji zarządu wymienionych w przepisach ustawy o samorządzie województwa należą:
  - wykonywanie uchwał sejmiku województwa,
  - gospodarowanie mieniem województwa, w tym wykonywanie praw z akcji i udziałów posiadanych przez województwo,
  - przygotowywanie projektu i wykonywanie budżetu województwa,
  - przygotowywanie projektów strategii rozwoju województwa, planu zagospodarowania przestrzennego i programów wojewódzkich oraz ich wykonywanie,
  - organizowanie współpracy ze strukturami samorządów regionalnych, także w innych krajach i z międzynarodowymi zrzeszeniami regionalnymi,
  - kierowanie, koordynowanie i kontrolowanie działalności wojewódzkich samorządowych jednostek organizacyjnych, w tym powoływanie i odwoływanie ich kierowników,
  - uchwalanie regulaminu organizacyjnego urzędu marszałkowskiego (organu pomocniczego marszałka województwa),
  - odpowiedzialność za prawidłowe wykonanie budżetu.